# Jason McCartney (cyclisme)
Ne doit pas être confondu avec Jason McCartney (homme politique).

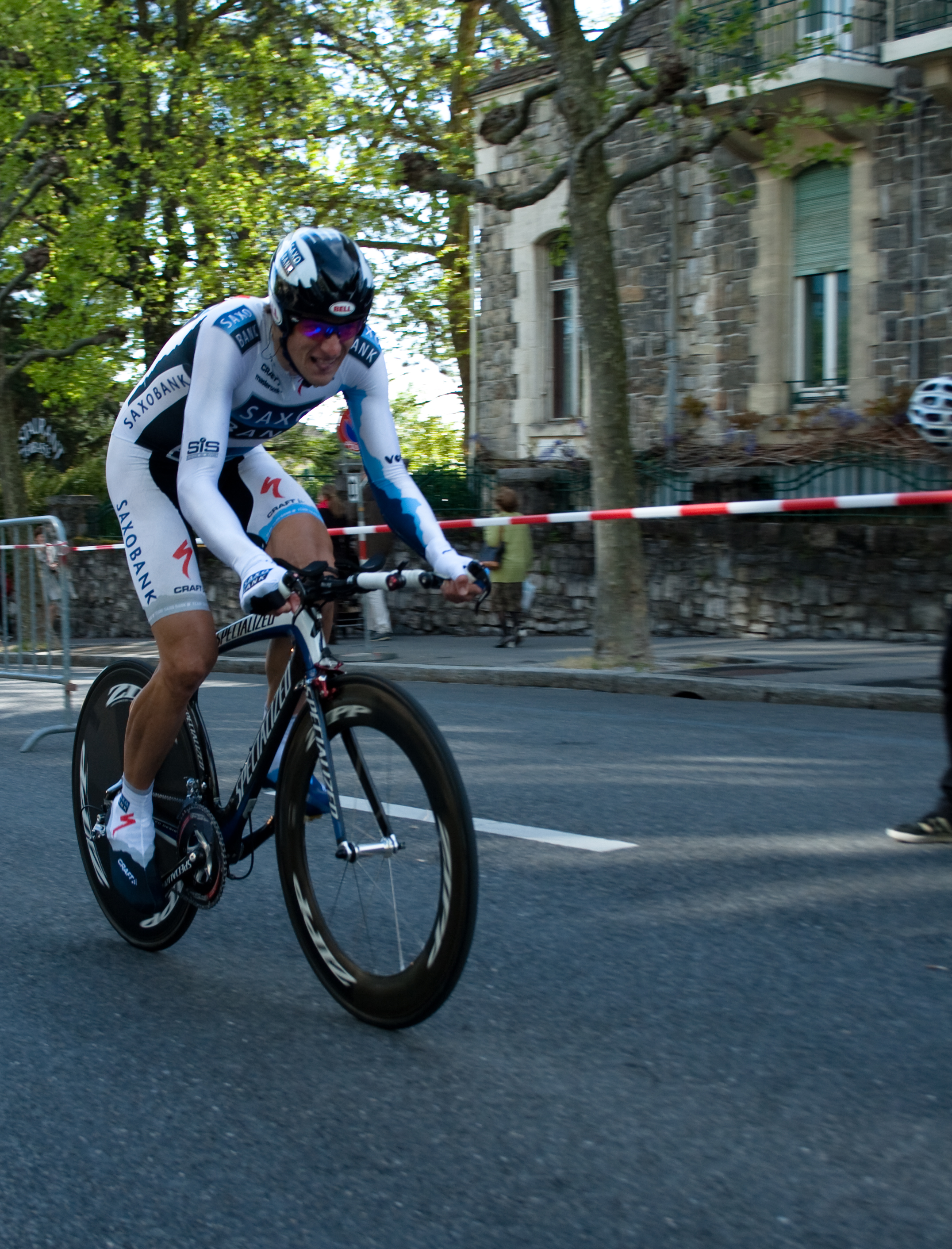
Jason McCartney lors du prologue du Tour de Romandie 2009.

Jason McCartney, né le 3 septembre 1973 à Honolulu, est un coureur cycliste américain. Il a obtenu une victoire d'étape lors du Tour d'Espagne 2007.

## Biographie
Jason McCartney est spécialiste du contre-la-montre. Il le prouve en 2003 lors des championnats des États-Unis du contre-la-montre en terminant troisième sous les couleurs de 7 Up-Maxxis. 
En 2004, Jason remporte la cinquième étape du Tour de Géorgie et s'attribue également le classement de la montagne.
Il est recruté l'année suivante par l'ancienne équipe de Lance Armstrong, Discovery Channel. Johan Bruyneel le désigne équipier sur des courses de secondes zones, mais il peut aussi jouer sa carte sur de moindres courses. Après deux saisons vierges en victoires, McCartney s'impose sur le Tour d'Espagne 2007 lors de la 14e étape devant son compagnon d'échapée Thomas Lövkvist. L'équipe dissoute, McCartney signe un contrat avec l'équipe CSC-Saxo Bank en 2008. En deux ans, il n'aura pas non plus pris de victoires, se contentant de son rôle d'équipier.
Il rejoint, à 36 ans, l'équipe de Lance Armstrong revenu à la compétition, à savoir la RadioShack. Après deux saisons, il décide de terminer sa carrière au sein d'une autre équipe américaine, UnitedHealthcare. Il remporte notamment la sixième étape du Tour du Portugal 2012.

## Palmarès
- 2001
  - Snake Alley Criterium
- 2002
  - Tour de Kansas City : 
    - Classement général
    - 1re étape

  - 6e étape du Tour de Toona
- 2003
  - Joe Martin Stage Race : 
    - Classement général
    - 2e et 3e (contre-la-montre) étapes

  - Snake Alley Criterium
  - 1re et 4e étapes de la Gateway Cup
  - 2e de la Gateway Cup
  - 3e du championnat des États-Unis du contre-la-montre
- 2004
  - 5e étape du Tour de Géorgie
  - Classement de la montagne du Tour de Géorgie
  - Snake Alley Criterium
  - 4e étape de la Gateway Cup
  - 3e du Tour de Toona
- 2005
  - 3e du Grand Prix de San Francisco
- 2006
  - Classement de la montagne du Tour de Géorgie
  - 3e du championnat des États-Unis du contre-la-montre
- 2007
  - 14e étape du Tour d'Espagne
  - 3e du Tour de Californie
- 2008
  - Classement de la montagne du Tour de Géorgie
- 2009
  - Classement de la montagne du Tour de Californie
- 2012
  - 6e étape du Tour du Portugal

## Résultats sur les grands tours

### Tour d'Italie
4 participations
- 2005 : 138e
- 2006 : 135e
- 2008 : 95e
- 2009 : 63e

### Tour d'Espagne
1 participation
- 2007 : 76e, vainqueur de la 14e étape

## Classements mondiaux
| Année              | 2007 | 2008 | 2009 | 2010 | 2011 | 2012 |
| ------------------ | ---- | ---- | ---- | ---- | ---- | ---- |
| Classement ProTour | 130e |      |      |      |      |      |
| UCI Europe Tour    |      |      |      |      |      | 568e |